# Ognisty wir

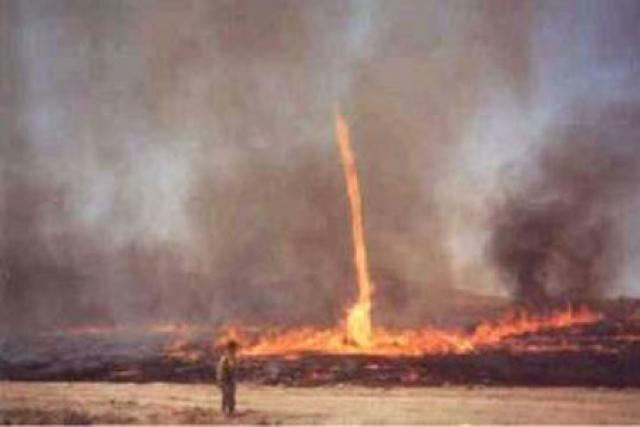
Ognisty wir

Ognisty wir, ognisty diabeł lub ogniste tornado – określenie bardzo rzadkiego zjawiska atmosferycznego polegającego na unoszeniu przez silne prądy powietrzne słupa ognia. Tornada z płomieni powstają gdy temperatura nagrzanej przez pożar ziemi jest skrajnie różna od temperatury powietrza.
Ogniste tornada mogą osiągać wysokość kilkuset metrów oraz poruszać się z prędkością 100 km/h. Ogniste wiry tych wielkości mogą wyrywać drzewa i niszczyć domy, jednocześnie wszystko ulega spaleniu.